# Глазго-Сити
Гла́зго-Си́ти (англ. Glasgow City, гэльск. Mòr-bhaile Ghlaschu, скотс Glesga Ceety) — самый густонаселённый из 32 округов Шотландии. Включает в себя город Глазго и его агломерацию. Граничит с округами Ист-Данбартоншир, Уэст-Данбартоншир, Норт-Ланаркшир, Саут-Ланаркшир, Ренфрушир и Ист-Ренфрушир.
По данным на 2016 год, население округа составляло 615 070 человек (вместе с агломерацией — 1 655 810 человек).

## Достопримечательности
- Список замков Шотландии